# Prionurus punctatus
Prionurus punctatus är en fiskart som beskrevs av Gill 1862. Prionurus punctatus ingår i släktet Prionurus och familjen Acanthuridae. IUCN kategoriserar arten globalt som livskraftig. Inga underarter finns listade i Catalogue of Life.